# Guglielmo Giannini

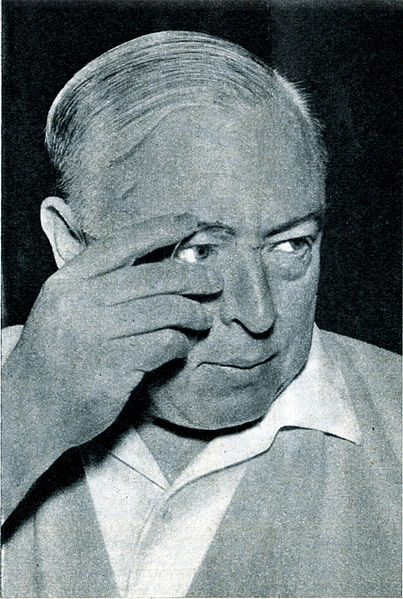
Guglielmo Giannini (1955)

Guglielmo Giannini (* 14. Oktober 1891 in Pozzuoli, Provinz Neapel; † 13. Oktober 1960 in Rom) war ein italienischer  Dramatiker, Drehbuchautor, Theater- und Filmregisseur und Politiker.

## Leben
Giannini arbeitete zunächst als Journalist; 1914 trat er in die Leitung von „Avanti! Cinematografico“ ein; nach dem Ersten Weltkrieg gründete er 1919 die Filmzeitschrift „Kines“. Er wirkte als Schriftsteller, Dramatiker und von 1927 bis 1941 als Theaterregisseur.
Ende 1944 gründete er die politisch-satirische Wochenzeitschrift L’Uomo qualunque, mit der er den (nicht nur) politischen Ideen des qualunquismo ein Sprachrohr gab, einem anti-politischen Populismus, der sich gegen alle politischen Ideologien und Parteien wandte. Damit verlieh Giannini der Verunsicherung der Mittelschicht und des Kleinbürgertums nach dem Sturz des Faschismus Ausdruck.  Unter seinen politischen Schriften findet sich auch La folla („die Menge“) aus dem Jahr 1945. Auch die politische Partei der Bewegung, die Fronte dell’Uomo Qualunque, war seine Gründung. Diese erhielt 1946 bei der Wahl der Verfassunggebenden Versammlung 5,3 Prozent der Stimmen und Giannini zog in die Assemblea Costituente ein. Für den Blocco nazionale (Bündnis aus Uomo qualunque und PLI) wurde Giannini 1948 in die Camera dei deputati gewählt, der er bis 1953 angehörte.
Als Schriftsteller veröffentlichte Giannini kriminalistische Dramen (wie Mani in alto, Supergiallo und La sera del sabato) und Theaterstücke (so z. B. Il pretore Di Minimis und Ritorno del re). Zwischen 1935 und 1943 fertigte er auch etwa zehn Drehbücher für Spielfilme; 1938 debütierte er als Regisseur und inszenierte 1943 drei weitere Werke. Der für seine Zeit ungewöhnliche Kriminalfilm Grattacieli nach seiner eigenen Komödie ist darunter der interessanteste. Ein letzter Drehbuchstoff entstand 1960.

## Filmografie (Auswahl)

### Drehbuch
- 1935: Il serpente a sonagli
- 1960: Lui, lei e il nonno (Idee)

### Regie
- 1938: Duetto vagabondo
- 1943: Grattacieli